# Rehlings
Rehlings (mundartlich Rehləngs, früher: Gerhartsweiler) ist ein Dorf in der Gemeinde Weißensberg im bayerisch-schwäbischen Landkreis Lindau (Bodensee).

## Geschichte
Der Ort wurde urkundlich erstmals in der Mitte des 13. Jahrhunderts als Gerhartswiler erwähnt und im Jahr 1494 als Röwlin. Ab dem Jahr 1626 wird der Ort als Rehlings bezeichnet, zuvor als Gerhartweiler. Der Ortsname leitet sich vom Familiennamen Röwli ab. Im Jahr 1853 wurde eine inzwischen nicht mehr vorhandene Haltestelle an der Bahnstrecke Buchloe–Lindau eröffnet.

## Baudenkmäler
Siehe: Liste der Baudenkmäler in Rehlings